# Адміністративний поділ В'єтнаму
В'єтнам має такі рівні адміністративного поділу:
1. Провінції діляться на повіти (huyện), провінційні міста (центри провінцій; thành phố thuộc tỉnh) і міста повітового рівня (thị xã).
2. Повіти поділяються на (сільські) громади (xã) і містечка общинного рівня (центри повітів; thị trấn).
3. Громади складаються з одиниць самоврядування сільського рівня — селища, села (thôn) та інше. Цей рівень не є адміністративним.

Міста центрального підпорядкування діляться на сільські повіти (huyện) і міські райони (quận), які діляться на квартали (phường).
На 31 грудня 2010 року країна включає: 54 міста (провінційні міста плюс міста), 47 міських округів, 43 міста, 553 повіти, 1403 квартали, 624 містечка (повітові містечка), 9084 міські громади.

## Автономні райони
До возз'єднання В'єтнаму в 1978 році у Північному В'єтнамі була політика створення у зоні розселення національних меншин автономних районів. Існували три таких райони: В'єт-Бак, переважно населений тай, нунгами і яо; Тай-Мео, де переважали тхай і мяо; Лао-Хайен. Після об'єднання країни у 1978 році автономні райони «в інтересах прискорення побудови соціалізму» були ліквідовані.

## Сучасний поділ
В'єтнам є країною, що динамічно розвивається, з постійним зростанням населення. Тому зміни в адміністративному поділі тривають. Наприклад, у 2008 році Ханой приєднав до себе прилеглу провінцію Хатей. Число міст також змінювалося останнім часом: на 31 грудня 2008 року було 47 міст, на 1 березня 2010 року вже 54, а на 2 листопада 2010 року — 63 міста.

## Економічні райони В'єтнаму

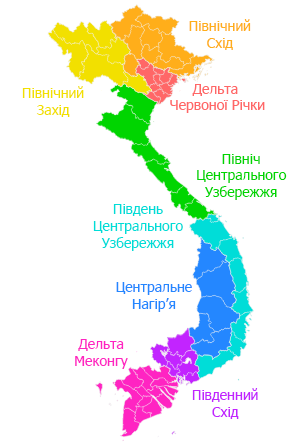
Регіони В'єтнаму

Економічні райони В'єтнаму на 2009 рік.
| № | Економічний район                     | Скорочення                            | Головне місто | Кількість провінцій | Площа, км² | Населення, осіб (2009) | Щільність, осіб/км² |
| 1 | Гірський Центр (Центральне нагір'я)   | ЗГ (Західні гори)                     | Далат         | 4                   | 44 869     | 3 920 651              | 87,38               |
| 2 | Дельта Меконгу                        | ДРМ                                   | Кантхо        | 13                  | 40 519     | 17 178 871             | 423,97              |
| 3 | Дельта Хонгхи (Дельта Червоної річки) | ДЧР                                   | Ханой         | 8                   | 12 909     | 16 408 574             | 1271,10             |
| 4 | Північний Схід                        | ПнС                                   | Тхайнгуєн     | 13                  | 66 047     | 11 505 033             | 174,19              |
| 5 | Північний Захід                       | ПнЗ                                   | Хоабінь       | 4                   | 37 444     | 2 728 786              | 72,88               |
| 6 | Північний Приморський Центр           | ПнЦУ (Північ центрального узбережжя)  | Хюе           | 6                   | 51 525     | 10 073 336             | 195,50              |
| 7 | Південно-східний                      | ПдС                                   | Хошимін       | 9                   | 44 545     | 16 945 752             | 380,42              |
| 8 | Південний Приморський Центр           | ПдЦУ (Південь центрального узбережжя) | Дананг        | 6                   | 33 193     | 7 028 570              | 211,75              |
|   | Всього                                |                                       |               | 63                  | 331 051    | 85 789 573             | 259,14              |